# Смуга пропускання
Смуга пропускання (англ. passband) — діапазон частот або довжина хвилі, які можуть проходити через фільтр. Наприклад, радіоприймач містить смуговий фільтр для вибору частоти потрібного радіосигналу з усіх радіохвиль, які приймає його антена. Смуга пропускання приймача — це діапазон частот, які він може приймати, коли налаштований на потрібну частоту (канал).
Сигнал, відфільтрований смуговим фільтром (тобто сигнал з енергією тільки в смузі пропускання), називається смуговим сигналом, на відміну від сигналу основної смуги Смуговий фільтр зазвичай має два смуга-стоп фільтри.

## Фільтри

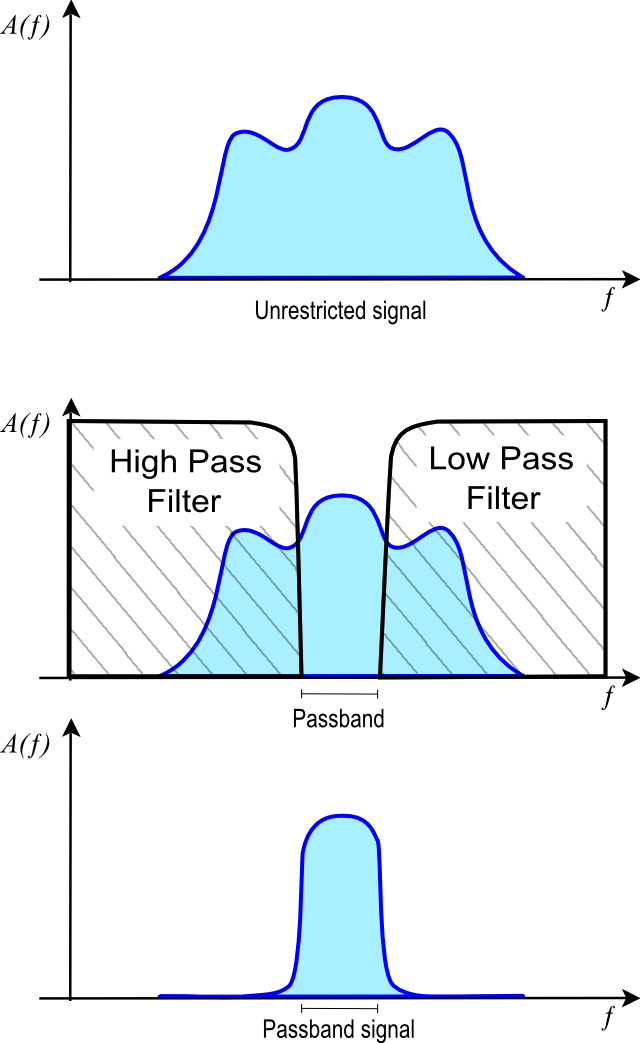
Необмежений сигнал (верхня діаграма). Смуговий фільтр, застосований до сигналу (середня діаграма). Результуючий смуговий сигнал (нижня діаграма). A(f) — частотна функція сигналу або фільтра у довільних одиницях

У телекомунікації, оптиці та акустиці смуга пропускання (або смуговий фільтрний сигнал) - це частина частотний спектр, яка передається (з мінімальними відносними втратами або максимальним відносним gain) деяким фільтрувальним пристроєм. Іншими словами, це "смуга" частот, яка "проходить" через деякий фільтр або набір фільтрів.
На малюнку, що додається, показано схему форма сигналу, що фільтрується смуговим фільтром, який складається з фільтр високих частот і фільтр низьких частот.
Приймачі радіо зазвичай містять настроюваний смуговий фільтр зі смугою пропускання, достатньо широкою, щоб вмістити смуга пропускання радіосигналу, що передається однією станцією.

## Цифрова передача
Існує дві основні категорії методів передачі цифровий зв'язок: основна смуга частот і смуга пропускання.
- У базовій смузі частот використовується лінійне кодування, в результаті чого створюється послідовність імпульсів або цифровий амплітудно-імпульсна модуляція (PAM) сигнал. Зазвичай це використовується по нефільтрованих проводах, таких як, наприклад, волоконно-оптичні кабелі та мідні лінії зв'язку короткого радіуса дії: V.29 (EIA/TIA-232), V.35, IEEE 802.3, SONET/SDH.
- У смуговій передачі застосовуються методи цифрової модуляції, так що в деякому смуговому фільтрованому каналі використовується лише обмежений діапазон частот. Смугова передача зазвичай використовується в бездротовому зв'язку і в каналах зі смуговою фільтрацією, таких як лінії POTS. Вона також дозволяє здійснювати мультиплексування з частотним розділенням каналів. Цифровий бітовий потік перетворюється спочатку в еквівалентний сигнал основна смуга частот, а потім в RF сигнал. На стороні приймача використовується демодулятор для виявлення сигналу і зворотного процесу модуляції. Комбіноване обладнання для модуляції та демодуляції називається модем.

## Деталі
Загалом, існує зворотна залежність між шириною смуги пропускання фільтра і часом, необхідним для реакції фільтра на нові вхідні сигнали. Широкі смуги пропускання дають швидший час відгуку. Це є наслідком математика аналіз Фур'є.
Граничні частоти смуги пропускання визначаються як такі, на яких відносна інтенсивність або потужність зменшується до певної частки від максимальної інтенсивності або потужності. Таке зменшення потужності часто вказується як точка половинної потужності, тобто на 3 дБ нижче максимальної потужності.
Різниця між граничними частотами називається смуга пропускання і виражається в герцах (в оптичному режимі, в нанометрах або мікрометрах диференціальної довжини хвилі).
Споріднений термін "смуга пропускання" - це прикметник, який описує тип фільтра або процесу фільтрації; його часто плутають зі словом "смуга пропускання", яке відноситься до фактичної частини спектра, що піддається впливу. Ці два слова є складноскорочені слова, які відповідають англійським правилам утворення: первинне значення має остання частина складного слова, тоді як модифікатор — перша частина. Отже, можна правильно сказати "Двосмуговий фільтр має дві смуги пропускання".